# المدرسة النهائية (رواية)
المدرسة النهائية (بالإنجليزية: The Finishing School)‏ هي رواية للكاتبة الإسكتلندية موريل سبارك، نشرت عام 2004، لأول مرة عن دار نشر فايكنغ بريس في المملكة المتحدة ودابلداي في الولايات المتحدة.